# Ryan White
Ryan Wayne White (Kokomo, 6 de dezembro de 1971 – Indianápolis, 8 de abril de 1990) foi um adolescente americano de Kokomo (Indiana) que ficou em evidência por ter sido expulso da escola em função de estar com o vírus da Síndrome da Imunodeficiência Adquirida. Portador de hemofilia, Ryan infectou-se durante um tratamento sanguíneo, e quando do diagnóstico de aids, foram-lhe estimados apenas seis meses de vida. Embora os médicos dissessem que ele não oferecia riscos aos demais estudantes, a aids era uma doença pouco compreendida em seu tempo e quando White tentou retornar à escola, muitos pais e professores em Kokomo manifestaram-se contrários à sua presença. Uma longa batalha legal com o sistema escolar e a cobertura midiática dessa luta fizeram de Ryan White uma celebridade e um porta-voz para a pesquisa sobre a doença e a educação pública. Para a surpresa dos médicos, White viveu por cinco anos além da previsão e faleceu em abril de 1990, pouco antes de completar o ensino secundário.
Antes de White, a aids era uma doença amplamente associada aos homossexuais, em função dos primeiros diagnósticos. Essa percepção mudou quando White e outras pessoas famosas com a doença, tais como Magic Johnson, os Irmãos Ray, Kimberly Bergalis e Arthur Ashe, apareceram na mídia para defender a causa das pesquisas e da educação pública. O Congresso dos Estados Unidos aprovou o Ryan White Care Act logo após a morte de White. A lei foi prorrogada em 2006 e novamente em 30 de outubro de 2009: os programas baseados nos fundos dessa lei são a maior fonte de serviços para pessoas com o vírus HIV nos Estados Unidos da América.

## Infância e doença
Ryan White nasceu no Hospital Saint Joseph Memorial em Kokomo (Indiana), filho de Jeanne Elaine (Hale) e Hubert Wayne White. Ele foi circuncidado, porém o sangramento não parou. Quando Ryan tinha três dias de idade, médicos diagnosticaram uma severa hemofilia do tipo A, uma doença hereditária referente a desordens na coagulação do sangue, associada ao cromossomo X, que causa hemorragia severa mesmo em ferimentos pequenos. Para o tratamento, ele recebeu transfusões de Fator VIII, um produto sanguíneo criado do plasma de não hemofílicos, uma fonte comum e cada vez mais usada para o tratamento de hemofílicos na época.
Saudável durante a maior parte de sua infância, ele ficou extremamente doente, com pneumonia, no final de 1984. Em 17 de dezembro de 1984, durante uma retirada parcial do pulmão, White foi diagnosticado com a Síndrome da Imunodeficiência Adquirida (AIDS/SIDA). A comunidade científica pouco sabia sobre essa doença na época: cientistas apenas descobriram no início daquele ano que o HIV era a causa da doença. White tinha recebido um tratamento à base de Fator VIII contaminado com o HIV. Em função de o HIV ter sido identificado há pouquíssimo tempo como o causador da aids, muito do Fator VIII armazenado tinha sido contaminado em função de os médicos não saberem como diagnosticar a doença; logo, não sabiam o que estava infectado. Entre os hemofílicos tratados com fatores sanguíneos entre 1979 e 1984, aproximadamente 90% foram infectados com o vírus HIV, e boa parte deles não sabiam que estavam infectados e nem que o HIV pudesse ser contraído através do sangue. Na época do diagnóstico, sua contagem de Linfócito T auxiliar caiu para 25 (um indivíduo saudável sem o HIV tem uma contagem de aproximadamente 1 200). Os médicos predisseram que White teria apenas seis meses de vida.
Após o diagnóstico, White estava demasiado doente para retornar à escola, mas no início de 1985 começou a sentir-se melhor. Sua mãe pediu para que Ryan pudesse voltar à escola, mas os responsáveis pela escola negaram. Em 30 de junho de 1985, uma requisição formal para permitir a readmissão na escola foi negada pelo superintendente da Western School Corporation, James O. Smith, dando início a uma batalha legal que durou oito meses.

## Batalha jurídica com a escola
A escola na qual White estudava, Western School Corporation in Russiaville (Indiana), enfrentou enorme pressão de muitos pais e do corpo docente para impedir a entrada de Ryan após a ampla divulgação do diagnóstico. 117 pais (de um total de 360 estudantes) e 50 professores fizeram um abaixo-assinado encorajando as autoridades escolares a expulsarem White. Em função do grande medo e ignorância sobre a doença, o diretor e mais tarde o conselho escolar concordaram. A família White promoveu uma ação no sentido de revogar a proibição. Os Whites inicialmente promoveram a ação na Corte distrital da capital do estado, Indianápolis, que no entanto se recusou a apreciar o caso antes do esgotamento das vias administrativas. Em 25 de novembro de 1985, o Departamento de Educação de Indiana decidiu que a escola deveria seguir as orientações do Conselho de Saúde de Indiana e White foi autorizado a frequentar a escola.
As maneiras pelas quais o HIV se espalhou pelo mundo ainda não estavam totalmente compreendidas na década de 1980. Os cientistas sabiam que a doença se espalhava pelo sangue e que não era transmitida por eventuais contactos, mas ainda em 1983, a Associação Médica Americana acreditava que a doença pudesse se espalhar no contacto doméstico. Crianças com aids ainda eram poucas: no tempo da rejeição de White, os centros de controle de doenças atestavam a existência de apenas 148 casos pediátricos da doença nos Estados Unidos. Muitas famílias em Kokomo acreditavam que sua presença fosse um risco inaceitável. Quando White teve a permissão de ir à escola por um dia em fevereiro de 1986, 151 de 360 estudantes ficaram em casa. Ele também trabalhava como entregador de jornais e muitas das pessoas na região da qual ele fazia as entregas cancelaram as assinaturas, acreditando que o vírus pudesse ser transmitido através do papel.
O comissário estadual de saúde de Indiana, doutor Woodrow Myers, que teve grande experiência no tratamento de pacientes com aids em São Francisco, e o Centro de Controle e Prevenção de Doenças declararam que White não oferecia risco a outros estudantes, mas o conselho escolar e muitos pais ignoraram tais declarações. Em fevereiro de 1986, o New England Journal of Medicine publicou um estudo no qual 101 pessoas haviam tido contacto estreito mas não sexual com pessoas doentes. O estudo concluiu que o risco de infecção era "mínimo a inexistente", mesmo quando o contacto incluía o compartilhamento de escovas de dentes, barbeadores, pentes e copos; dormir na mesma cama e abraços e beijos.
Quando White foi finalmente readmitido em abril, um grupo de famílias retirou suas crianças, colocando-as em outra escola. Ameaças de violência e de processos persistiram. De acordo com a mãe de White, as pessoas na rua gritavam "nós sabemos que você é bicha" para Ryan. Os editores e colunistas do jornal Kokomo Tribune, que apoiaram White tanto editorialmente como financeiramente, também foram chamados de homossexuais e ameaçados de morte por suas ações.
White frequentou a Western Middle School no oitavo ano entre 1986 e 1987, mas estava profundamente infeliz e tinha poucos amigos. Era-lhe pedido que comesse em utensílios descartáveis e que usasse banheiros separados. As ameaças continuaram. Quando uma bala trespassou a sala de estar da casa dos White, a família decidiu deixar a cidade de Kokomo. Após terminar o ano letivo, a família mudou-se para Cicero (Indiana), onde White matriculou-se na Hamilton Heights School Corporation. Em 31 de agosto de 1987, um "muito nervoso" White foi cumprimentado pelo diretor da escola, Tony Cook, pelo superintendente escolar Bob G. Carnal e muitos estudantes que, bem-educados sobre a natureza da doença, estavam sem qualquer medo de tocar a mão de White.

## Porta-voz nacional
A publicidade dada ao caso de White catapultou-o para o centro das atenções, em meio a uma onda crescente de cobertura da aids na mídia. Entre 1985 e 1987, o número de notícias referentes à doença na imprensa americana dobrou. Enquanto estava isolado pela escola, White apareceu com frequência na televisão e em jornais para relatar suas tribulações com a doença. Depois, tornou-se conhecido como símbolo da crise da aids, aparecendo em eventos educacionais e de levantamento de fundos para a doença. White participou de numerosos eventos em prol de crianças com aids. Muitas celebridades apareceram com ele, desde o julgamento até o restante de sua vida, de forma a ajudar na desestigmatização social das pessoas com a doença. Os cantores John Mellencamp, Elton John e Michael Jackson, o ator Matt Frewer, o saltador Greg Louganis, o presidente Ronald Reagan e a primeira-dama Nancy Reagan, o cirurgião-geral Charles Everett Koop, o técnico do time de basquete masculino da Universidade de Indiana Bob Knight e o jogador de basquete Kareem Abdul-Jabbar fizeram amizade com White. Ele também tornou-se amigo de muitas crianças com aids ou com outras condições debilitantes.
Pelo resto da vida, ele foi muitas vezes ao talk show de Phil Donahue. Foi convidado por Alyssa Milano (da qual ele era um fã) para participar do então popular show de TV Who's the Boss?, ocasião em que Alyssa deu-lhe uma pulseira e um beijo. Elton John ajudou a família a comprar uma casa em Cicero. Elton John emprestou a Jeanne White dezesseis mil e quinhentos (16 500,00) dólares para liquidar um pagamento nessa casa, e utilizou o reembolso desse dinheiro para aplicar na faculdade da irmã da Ryan. Durante a high school White dirigiu um Ford Mustang conversível vermelho, um presente de Michael Jackson. Apesar da fama e das doações, White declarou que não gostava de estar em evidência, e ele detestava insinuações que aparentemente culpavam sua mãe ou a educação recebida como sendo a causa da doença, e ressaltou que ele estaria disposto a qualquer momento para negociar a sua fama em troca de liberdade da doença.
Em 1988, White falou diante da Comissão Presidencial de Reagan sobre a Epidemia de HIV. White contou à comissão sobre a discriminação por ele enfrentada quando tentou retornar à escola, mas que os conhecimentos sobre a doença fez com que ele fosse bem-recebido na cidade de Cicero. Ryan White enfatizou a diferença das experiências por ele vividas em Kokomo e Cicero como um exemplo do poder e da importância da educação e da conscientização sobre a Síndrome da Imunodeficiência Adquirida.
Em 1989, a ABC apresentou o telefilme The Ryan White Story, estrelando Lukas Haas com Ryan, Judith Light como Jeanne e Nikki Cox como sua irmã Andrea. White fez uma "ponta" no filme, no papel de um rapaz que também estava sofrendo com a doença e fica amigo de Haas. Outros personagens no filme incluem Sarah Jessica Parker como uma enfermeira solidária, George Dzundza como o médico e George C. Scott como o advogado de White's, que questionou as ações das autoridades escolares. O instituto Nielsen estimou uma audiência de 15 milhões de pessoas. Alguns habitantes de Kokomo sentiram que o filme pôs a cidade sob uma visão deslealmente negativa. Após a exibição do filme, o gabinete do prefeito de Kokomo, Robert F. Sargent, foi inundado com reclamações vindas do país inteiro, embora Sargent não tivesse sido eleito para o cargo durante a época da controvérsia.
No começo de 1990, a saúde de White deteriorou-se rapidamente. Na sua última aparição pública, ele participou da festa do Óscar com o ex-presidente Ronald Reagan e a primeira-dama Nancy Reagan, na Califórnia. Embora estivesse cada vez pior, White disse aos Reagans sobre o baile de formatura e suas esperanças de chegar à Faculdade.

## Morte
“Nós devemos isto a Ryan para fazer a certeza de que o medo e a ignorância que o perseguiram em casa e na escola serão eliminados. Nós devemos isto a Ryan para que abramos nossos corações e mentes para aqueles com aids. Nós devemos isto a Ryan para sermos compassivos e tolerantes com aqueles que têm aids, suas famílias e amigos. É a doença que inspira medo, não as pessoas que a têm.”

— Ronald Reagan, 11 de abril de 1990
Em 29 de março de 1990, vários meses antes da graduação, White entrou no Riley Hospital for Children em Indianápolis com uma infecção respiratória. Conforme sua condição foi se deteriorando, ele foi posto em um respirador artificial e sedado. Ele foi visitado por Elton John e o hospital teve o sistema telefônico congestionado com chamadas desejando melhoras. White faleceu no domingo de Ramos, 8 de abril de 1990.
Mais de 1 500 pessoas foram ao funeral de White em 11 de abril, um evento realizado pela Igreja Presbiteriana em Indianápolis. Participaram do funeral Elton John, o atleta Howie Long e Phil Donahue. Elton John cantou "Skyline Pigeon" na cerimônia e também ensaiou com o coral da Hamilton Heights High School para cantar com ele. Ao funeral também foram Michael Jackson e a primeira-dama Barbara Bush. No dia do funeral, o ex-presidente Ronald Reagan, que havia sido amplamente criticado por não mencionar a aids em quaisquer discursos até 1987, embora o tivesse feito em conferências de imprensa desde 1985, escreveu um tributo a White que foi publicado no The Washington Post. A declaração de Reagan sobre a aids e o funeral de White foram vistos como sinais do quanto White serviu para modificar as percepções sobre a doença.
White está enterrado em Cicero, perto da casa de sua mãe. No ano posterior ao de sua morte, seu túmulo foi alvo de vandalismo quatro vezes. Conforme o tempo passou, entretanto, seu túmulo tornou-se um lugar de respeito para muitos admiradores.

## Legado
White foi uma de várias personalidades com aids entre a década de 1980 e o início da década de 1990 que ajudaram a modificar a percepção pública da doença. White, juntamente com o ator Rock Hudson, foi uma das primeiras faces públicas da doença. Juntamente com outras figuras públicas que se tornaram associadas à doença, tais como Irmãos Ray, Magic Johnson, Arthur Ashe, Robert Reed, Tim Richmond, Kimberly Bergalis, Elizabeth Glaser e Freddie Mercury, White ajudou a aumentar a consciência do público sobre a gravidade da epidemia de HIV/AIDS.
Muita caridade se fez em torno da morte de White. A Universidade de Indiana faz uma maratona de dança desde 1991, levantando fundos para o Riley Hospital for Children. Entre 1991 e 2008, esse evento ajudou a levantar mais de 5 milhões de dólares para o hospital. O dinheiro arrecadado também ajudou a fundar a "Ryan White Infectious Disease Clinic" um hospital para cuidar das crianças mais doentes do país. O médico pessoal de White, com quem ele era amigo próximo, Martin Kleiman, tornou-se professor de aids na "Indiana University School of Medicine", em Indianápolis. Em uma entrevista, dada em 1993, o ativista gay Larry Kramer disse: "Penso que o pequeno Ryan White provavelmente fez mais para mudar a face dessa doença que qualquer um. E ele continua a ser uma presença através de sua mãe, Jeanne White. Ela se tornou uma incrível presença quando discursa ao redor mundo".
Em 1992, a mãe de White criou uma fundação com o nome do filho. A fundação trabalhou para aumentar a conscientização das questões relativas ao HIV, focando a questão dos hemofílicos, tais como Ryan White e nas famílias que cuidam de parentes com a doença. A fundação manteve-se ativa durante os anos 1990, com doações atingindo 300 000 dólares em 1997. Entre 1997 e 2000, no entanto, as doações em todo o país caíram 21%, e a "Ryan White Foundation" viu uma queda de cem mil (100 000) dólares por ano. Em 2000, a mãe de White fechou a fundação, e fundiu seus ativos remanescentes com "AIDS Action", uma instituição de caridade de maior porte. Ela tornou-se porta-voz do ativismo relativo à doença, e continuou a se dedicar pela causa através de eventos oratórios no site dedicado ao seu filho, ryanwhite.com. O colégio de White, Hamilton Heights, tinha uma passeata chamada Aids Walk, financiada pelo governo e pelos estudantes, cujos lucros iam para o Fundo Escolar Ryan White.
A morte de White inspirou Elton John a criar a Elton John AIDS Foundation. White também se tornou uma inspiração para muitas canções. O próprio Elton John compôs The Last Song, que aparece em seu álbum The One para ajudar um fundo em memória de Ryan White no Riley Hospital. Michael Jackson dedicou a canção "Gone Too Soon" do seu álbum Dangerous a White. A cantora pop da década de 1980 Tiffany dedicou-lhe a canção "Here in My Heart" no álbum New Inside. Em novembro de 2007, o museu "The Children's Museum of Indianapolis" abriu uma exibição chamada de O Poder da Criança: Fazendo a Diferença (em inglês: "The Power of Children: Making a Difference") com destaque a White junto de Anne Frank e Ruby Bridges.

### Ryan White e a percepção pública da aids
No início da década de 1980, a Síndrome da Imunodeficiência Adquirida era conhecida como doença de homossexuais, em função de dos primeiros diagnósticos terem sido realizados entre indivíduos de comunidades gays de Nova Iorque e São Francisco. No início da epidemia, a doença foi considerada um "problema de homossexuais" e foi largamente ignorada pelos criadores de políticas. O diagnóstico de White demonstrou a muitos que a doença não era exclusividade de homossexuais. Durante sua defesa em favor das pesquisas, White sempre negou qualquer crítica de homossexualidade.
White foi visto por alguns como "vítima inocente" da epidemia de aids. Todavia, White e sua família sempre rejeitaram com veemência o rótulo de "vítima inocente" porque o termo era frequentemente usado para afirmar nas entrelinhas que os homossexuais soropositivos fossem "culpados". A mãe de White disse ao The New York Times, "Ryan sempre disse, 'Eu sou como qualquer pessoa com aids, não importa a forma como contraí a doença'. E ele nunca viveria tanto como viveu sem o apoio da comunidade gay. As pessoas que conhecíamos em Nova Iorque sempre nos indicavam quaisquer novos tratamentos que surgissem antes que soubéssemos deles em Indiana. Eu ouço as mães dizerem hoje que não hão de trabalhar com a comunidade gay, essas coisas. Bom, se isso viesse para a vida de seu filho, é melhor começar logo a mudar sua atitude e seu coração".

### Ryan White Care Act

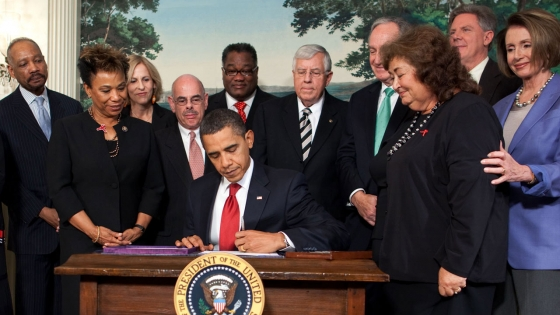
O presidente Barack Obama assina o Ryan White HIV/AIDS Treatment Extension Act de 2009.

Em agosto de 1990, quatro meses após a morte de White, o Congresso dos Estados Unidos aprovou o Ryan White Comprehensive AIDS Resources Emergency (CARE) Act (mais conhecido como "Ryan White Care Act"), em sua memória. A lei é o maior programa fundeado pelo governo federal dos EUA para pessoas com aids. O Ryan White Care Act auxilia programas para melhorar a qualidade e a disponibilidade do atendimento das pessoas de baixa renda, sem seguro ou com seguro insuficiente, sejam elas vítimas da doença ou de suas famílias.
Esses programas subsidiam o tratamento quando não há outros recursos. O ato foi reautorizado em 1996, 2000, 2006 e permanece ativo até os dias atuais. O programa oferece certo nível de cuidado médico para mais ou menos quinhentas mil (500 000) pessoas anualmente e em 2004, fundeava 2 567 organizações. Os programas também oferecem assistência técnica aos serviços médicos locais, além de programas de auxílio, de assistência e de treinamento no nível local.
A lei esteve para ser revogada pelo decurso de prazo em 30 de setembro de 2009, apesar dos esforços no sentido de obter uma autorização para o ato. Uma nova extensão da lei foi assinada pelo presidente Barack Obama, que anunciou planos de remover uma proibição para viagens e imigração para os Estados Unidos de indivíduos com o vírus. Obama denominou a proibição, que durou 22 anos, como algo "mais baseado no medo que nos fatos".

### Nota
- Este artigo foi inicialmente traduzido, total ou parcialmente, do artigo da Wikipédia em inglês cujo título é «Ryan White».